# Pismo Efežanom
Pismo Efežanom je deseta novozavezna knjiga, tradicionalno pripisano apostolu Pavlu. Pismo je verjetneje devteropavlinsko delo enega njegovih učencev, kar se kaže iz podobnosti s pristnimi Pavlovimi pismi.
Pismo razglaša, da je krščanska skrivnost (evangelij) odrešenja, ki je bila prvič razodeta apostolom, vir resnične modrosti in da je odrešenje po Kristusu ponujeno tako Judom kot poganom. Pisec zatrjuje, da je samo »en Gospod, ena vera, en krst: en Bog in Oče vseh, nad vsemi in po vseh in v vseh« (4,5–6), ki je vse združil v Kristusu, po čigar smrti so odrešeni vsi ljudje. Avtor svoje bralce – starše in otroke, gospodarje in sužnje – spodbuja, naj vodijo zgledno krščansko življenje in se oborožijo s »ščitom vere«, »čelado odrešenja« in »mečem Duha, ki je Božja beseda« (6,16–17), da bi se lahko uprli hudičevim zvijačam.

## Nastanek in zgodovinske okoliščine

### Avtorstvo
Avtorstvo Pisma Efežanom se je prvotno pripisovalo apostolu Pavlu, ampak je že Erazem v 16. stoletju opazil določene slogovne specifičnosti, ki namigujejo na drugega avtorja, ki pa je bil zelo blizu apostola Pavla. Povpraševanja in ugotavljanja glede avtorske verodostojnosti so se razvijala skozi zgodovino. V 20. stoletju je že približno 80 odstotkov strokovnjakov menilo, da je pismo Efežanom res delo nekoga drugega. Avtor naj bi bil Pavlov učenec (»član šole v Efezu«), ki je dobro poznal Pavlov slog pisanja. Snov za pisanje naj bi črpal iz Pisma Kološanom ter iz drugih pisem apostola Pavla. Pismo Kološanom, ki mu nastanek pripisujejo približno desetletje prej kot Pismu Efežanom, naj bi napisal učenec, da bi opozoril na nevarni nauk, ki se je razširjal v dolini reke Likos. Ugibanja so, da bi zdaj, ko je ta nevarnost mimo, drugi učenec oz. pisec zapisal novo pismo ob navdušenosti zaradi ponovne združitve Cerkve, da bi prikazal dosežek zedinjenosti kristjanov, ki je uspel svetim. Še en argument, zakaj je pismo Pavlovo avtorstvo vprašljivo je, ker v Ef 1,15 beremo: »Slišal sem o vaši veri v Gospoda Jezusa.« Iz tega lahko sklepamo, da je avtor poslušal o naslovnikih pisma od Pavla, ki je opravil misijonska potovanja po Mali Aziji.
Skozi zgodovino je bilo opravljenih veliko primerjav Pisma Efežanom s Pismom Kološanom ter obratno. Ugotovili so, da je kar četrtina besed istih. Razlike so opazili v slogu, besedišču ter v teoloških argumentih, zato lahko skoraj popolnoma izločimo možnost, da je obe pismi, če sta psevdonimni, zapisal isti človek. Da pismo ni Pavlovega izvora, je razvidno tudi iz »prenatrpanega« sloga pisanja. Možni pisci pisma naj bi bili: Onezim, ki je spremljal Tihika, ki je nesel pismo v Kolose); Timotej, domnevni pisec Pisma Kološanom); Tihik, ki je omenjen v pismu) ali Luka, ki je v tem kontekstu omenjen v Apostolskih delih. Kljub vsem ugibanjim pa je neizpodbitno dejstvo, da je bil avtor pisma učenec iz Efeza (Brown 2008, 622–625).
Glede enovitnosti pisma ni večjih pomislekov. Tudi glede neokrnjenosti Pisma ni resnejših dvomov. Naknadno naj bi bilo dodano le »V Efezu« Ef 1,1) (Brown 2008, 615).

### Naslovnik
V povezavi o naslovniku ter naslovu pisma se pojavi tekstno vprašanje. Na odgovor, kdo je naslovnik, se zdi, da dobimo odgovor že v prvih nekaj vrsticah Pisma Efežanom: »svetim, ki so v Efezu, in tudi zvestim v Kristusu Jezusu.« Res pa je, da je beseda »V Efezu« bila dopisana kasneje, saj je ni v izvirnih rokopisih. Pismo naj bi torej bilo namenjeno Pavlinskim kristjanom, ki so živeli na področju Male Azije (ni torej konkretno opredeljeno glede Efeza). Večkrat pa so omenjeni tudi »Nejudi« (pogani ali prejšnji pogani), zato nagovarja tudi njih, kot preberemo v Ef 2,11, »vas, ki ste v mesu pogani« (Brown 2008, 621).

### Čas nastanka
O nastanku pisma apostola Pavla Efežanom obstajata dve teoriji. Prva teorija narekuje, da je pismo nastalo v šestdesetih letih 1. stoletja, če je avtor pisma apostol Pavel. Druga teorija pa pojasnjuje, da je pismo nastalo v devetdesetih letih 1. stoletja, če je pismo psevdonimno (Brown 2008, 615).

## Zvrst
Mnogo strokovnjakov razlaga in zatrjuje, da naj bi pismo apostola Pavla Efežanom bilo zastavljeno in predstavljeno javnosti kot govor oz. nagovor. Ta govor ali nagovor naj bi prebirali v cerkvi pred verniki. To pojmovanje se je pojavilo, saj pismo Efežanom vsebuje zelo malo pisemskih lastnosti oz. je pisemska oblika zelo skromna. Tipično pisemsko obliko lahko srečamo le v Ef 1,1–2 ter Ef 6,21–22. Pismo Efežanom se zelo izmika meji poslanice in pisma, zato ga težko uvrščamo v katero izmed teh oblik. Da naj bi bilo Pismo Efežanom brano v cerkvi, kaže tudi dejstvo, da se prva polovica Ef začenja in končuje z doksologijo in molitvijo. Zapisanih je nekaj domnev, da naj bi šlo za splošni povzetek drugih Pavlovih pisem, ki so se prebirala v cerkvi).
V Pismu Efežanom srečamo epidiktično retoriko, še posebej pohvalo, ki je po navadi bolj namenjena avtoritativnemu poslušalstvu – »zvišen svetnik Pavel« ter verniki, ter splošne spodbude. V Pismu je poudarjena tudi molitev skupnosti. Iz tega izhaja teza o krstni govorici, torej da naj bi se pismo prebirano tistim, ki so pred kratkim postali kristjani. Na tem mestu so bile najdene nekatere podrobnosti s Prvim Petrovim pismom (Brown 2008, 625–628).
V Pismo se zdi, da Pavlovo poslanstvo že slavi zmago. Opisan je kot najmanjši izmed vseh svetih (Ef 3,8). Prej je bil opisan kot najmanjši izmed apostolov (npr. v 1 Kor 15,9). Svoje poslanstvo prikazuje kot del Božjega načrta, po katerem je vse podvrženo Kristusu po Bogu Očetu. V tem Pismu ne omenja ali poudarja drugega prihoda Jezusa Kristusa, saj je bilo toliko že dovršenega (Brown 2008, 627).

## Zunanja oblika
- Uvodni obrazec: 1,1–2
- Zahvala: 1.3–23
- Glavno besedilo:
  - 2,1–3,21: Pavlinski povedni del (navodila)
  - 4,1–6,20: Pavlinski velelni del (paraneza in spodbude)

- Sklepni obrazec: 6,21–24

## Razdelitev po vsebini
- 1,1–2: Pozdrav vsem svetim
- 1,3–3,21 »Povedni« ali doktrinski del, nauk
- 1,3–23 Doksologija, ki slavi Boga za to, ker je za »nas« napravil v Jezusu Kristusu in posredniška molitev, da bi »vi« to lahko spoznali
- 2,1– 3,13 Razlaga dejavnosti Boga, ki rešuje, združuje in se razodeva
- 3,14–21 Še ena posredniška molitev in doksologija
- 4,1–6,20 Velelni ali parenetični del, spodbuda
- 4,1–5,20 Spodbude, ki zadevajo edinost, pastoralno služenje, dve poti življenja, hoditi kot otroci luči, nobenih del teme
- 5,21–6,9 Družinsko pravilo
- 6,10–20 Ščit v boju zoper moči zla, še posebej molitev
- 6,21–22 Tihikovo poslanstvo
- 6,23–24 Blagoslov

## Splošna analiza
Pismo se začne z uvodnim obrazcem (1,1–2), kjer avtor pisma nagovori tiste, katerim je pismo namenjeno. Poimenuje jih, »sveti, ki so tudi zvesti v Kristusu Jezusu«. To bi lahko bili kateri koli kristjani, vendar avtor eksplicitno omeni Tahika, ki je omenjen v Pismu Kološanom (Kol 4,7–8). Iz tega lahko razberemo, da avtor pozna te krščanske skupnosti, ki se nahajajo v Mali Aziji. Pavel (avtor) omeni, da trpi za te ljudi (3,13), vendar ne spregovori o nobenih podrobnostih. Lahko bi rekli, da gre tukaj za sproščen ton dopolnjenosti in spodbude.
Za uvodnem delu preidemo na del zahvale (1,3.23), kjer srečamo tako imenovano liturgično govorico (oz. se vsaj tako kaže na začetku). Takšno govorico lahko srečamo pri judovskih blagoslovih, ta ima slavilno vlogo Kristusa ter kristjanov, ki so v Božjem načrtu (združenje Jezusa ter vseh stvari na Zemlji in v nebesih). V tem Božjem načrtu je Bog že pred stvarjenjem določil ljudi za »sinovstvo« po Jezusu Kristusu. Dediči Božjega kraljestva so bili odkupljeni s krvjo, ki jo je prelil Kristus za njih ter jim tako zagotovil odpuščanje grehov ter milost. Slišali so evangelij odrešenja, ki je poln besed resnice. Za tem (1,15–23) se Pavel zahvali za vero oz. hvaležno izrazi priznanje vere, ljubezni vseh pisemskih prejemnikov ter moli, da bi spoznavali Kristusa, ki se je poveličal in ga je Bog postavil nad vse oblasti zdaj in vekomaj. Za tem Pavel poimenuje Cerkev kot Kristusovo telo, polnost, ki vse izpolnjuje in daje polnost vsemu. Pavel izrazi svoj pogled na Cerkev (ima prihodnostno razsežnost), kot cilj Božjega načrta, ki obsega vse stvarstvo.
Za tem avtor preide na povedni del glavnega besedila (2,1–3,21) oz. povedni del, katerega poudarek je na navodilih. Začne se z razlago, kako je Božji načrt, ki je poln Božje ljubezni in milosti, vplival na vse. Grešnike je spreobrnil v svetnike in duhovno mrtve v duhovno žive, ki so po veri bili odrešeni kot Božji dar: »Božja dela smo, ustvarjeni v Kristusu Jezusu za dobra dela, za katera nas je Bog vnaprej pripravil« (2,1–10).
Za tem razlaga, kako se je ta Božja milost razlila tudi na Nejude, tako da so se spreobrnili ter prišli bližje k Bogu. Zdaj ni več stene ali pregrade med Nejudi ter kristjani; Izrael in Nejudje so eno. Vsi so sodržavljani v Božji domačiji, ki je bila sezidana na temelju apostolov in prerokov, Kristus pa je »vogelni kamen« (2,20). V 3,1–12 Pavel razlaga, da je to pomembno, ker mu je bilo razodeta skrivnost, da je Bog njega, najmanjšega izmed svetih, poslal in postavil za služabnika evangelija Nejudom ali poganom, ki so del telesa – soudje – istega telesa, ki je Kristus sam. Preko Cerkve so Božjo modrost spoznale nebeške moči.
Za tem Pavel omeni, da je ujetnik oz. da je v verigah (3,13–19) ter doda, da to svoje trpljenje daruje za vse naslovljence pisma, da bi spoznali ljubezen Jezusa Kristusa (ta ljubezen presega vso spoznanje), ki se je razodela tako, da bi lahko vsi bili napolnjeni z Božjo milostjo. Povedni del se zaključi še z doksologijo (omeni oz. spomni, da Jezus spodbuja k hvaljenju Boga).
Za povednim delom Pavel nadaljuje z velelnim delom glavnega besedila, v katerem prevladujeta paraneza in spodbuda. Ta del pisma imenujemo tako, ker vsebuje 36 velelnih glagolov, ki razlagajo Božji načrt v kristjanovem življenju. V 4,1 Pavel nadaljuje misel, ki jo je začel razvijati v 1,4. Zdaj zapiše navodila za življenje tistega, ki je poklican od Kristusa. Zapiše sedem načinov edinosti v kristjanovem življenju (4,4–7) in razvija misel, kako je Jezus usposobil kristjane, da gradijo in izgrajujejo Kristusovo telo. To počnejo poklici, ki jih je postavil: apostoli, preroki, oznanjevalci evangelija, pastirji in učitelji (4,7–12). To omeni, da bi ljudje, prejemniki, pomagali »svetim« priti do edinosti vere, dorasti v polnosti Jezusa Kristusa ter rasti v Kristusu, ki je ud vseh udov – glava (4,13–16). Za tem spet omeni Nejude, ki so sedaj skupaj z Judi eno. Niso več v temi nesmisla in nevednosti ampak morajo pustiti tisto življenje za seboj ter živeti po Kristusovih načelih brez poželenja in nečistosti iz prejšnjega življenja (4,17–24). Na tem mestu misli na Deset Božjih zapovedi, njihove zahteve, ki poudarjajo odnos do drugih.
Pavel omeni dve poti, ki ju lahko izberejo (ustrezanje luči ali temi, Sv. Duhu ali hudiču, resnici ali zmoti). Ti dve poti vsebujeta in rojevata otroke luči ter otroke neposlušnosti, modre in ne modre. »Svete«, ki jih omenja na začetku, opozarja, naj ne poskušajo jalovih del teme ampak se držijo luči. Naj se kristjani ne opijajo (grešijo) ampak raje pojejo in ustvarjajo napeve Gospodu. Zapiše tudi: »Prebudi se, ki spiš…«, kar verjetno izhaja iz hvalnice.
Za tem sledi podrobnejši pogled v krščanski način življenja v družini (5,21–6,9). Ta del je prikazan kot družinsko pravilo med ženo in možem, otroki in očetom ter med sužnji ter gospodarjem. Poudarjena je poslušnost, ponižnosti, ubogljivost prvo zapisanih ter dolžnosti drugo zapisanih. To pravilo srečamo že v Pismu Kološanom (Kol 3,18–4,1). Družinsko pravilo se v Pismu Efežanom začne z napotki ali navodili, naj se podrejajo drug drugemu iz strahospoštovanja do Kristusa (žena do moža in mož do žene). V tem delu se tudi razlikuje od Pisma Kološanom. Za tem Pavel v lirični govorici (5,25–27) prikaže odnos Cerkve do Kristusa kot odnos žene do moža. Ta odnos je prežet s podrejenostjo ter ljubeznijo. Žena mora biti podrejena možu, dolžnost moža pa je, da jo ljubi, »kakor je Kristus vzljubil Cerkev in dal zanjo sam sebe« (5,25). Oboje pa je prežeto s pečatom Božjega načrta, kjer je tudi zakoreninjeno in združeno v zakonu.
Za tem se posveti še odnosu sužnja in gospodarja, kjer poudari, naj gospodar ne bo pristranski, opusti naj grožnje in se strogo zaveda, da je tudi on suženj, saj je Kristus gospodar gospodarjev (nimajo popolne moči ampak so tudi oni podrejeni).
V sklepni spodbudi se Pavel osredotoči še na grozeči spopad z vladarstvi in oblastmi (6,10–20). Kot je bilo zapisano že prej, je Bog dal Kristusa nad vse moči (1,20–21) ter po Cerkvi razodel skrivnost Božjega načrta (3,9–10). Zdaj Pavel poudari, da ta eshatologija ni povsem nadomestila eshatologije, ki prihaja, saj se Božje še spopada s temo. Pavel prosi, naj prejemniki pisma molijo, da bi v tem boju zmogel oznanjevati evangelij, njegovo skrivnost. Na tem mestu se opiše kot tisti, ki opravlja »poslanstvo v verigah« (6,20). To razumemo, da nobena človeška ovira ne more Pavla ustaviti ali mu preprečiti, da opravlja svoj poklic.
Na koncu srečamo še sklepni obrazec (6,21–24) v katerem pozdravi Tihika in ga pošlje k naslovljencem, kar se omenja tudi v Kol 4,7–8 (Brown 2008, 616–619).

## Glavne teme

### Nauk o Cerkvi, Božji načrt odrešenja v Kristusu
V Pismu Efežanom je velik poudarek na Cerkvi, vendar ne kot v Pismu Kološanom, kjer je v ospredju krajevna Cerkev, ampak je tukaj pomembna predstavitev vesoljne Cerkve. Cerkev v Pismo Efežanom dobi kozmično vlogo. Kristus je predstavljen kot glava (Ef 1,22) čez vse (čez zemeljsko in nebeško moč), Božja modrost pa se je razodela in oznanila »za Cerkev« in po Cerkvi. Kristus se je za Cerkev daroval (za vse), jo posvetil, očistil greha z vodo besede, jo naredil brez madeža in zdaj jo še naprej hrani in neguje (Ef 5,23).
Pomembno je tudi »zgodnje katolištvo«, ki ga srečamo v Pismu Efežanom. Pojem označuje začetek stopnje visokega nauka o Cerkvi, zakramentih, hierarhiji, posvečenju in dogmah; torej, začetek značilnih potez katoliškega krščanstva (Brown 620). Vprašanje o »zgodnjem katolištvu« je postavilo kar nekaj vprašanj raziskovalcem in razlagalcem Svetega pisma. Adolf von Harnack (en) je namreč trdil, da v Novi zavezi ni govora o nobenem zgodnjem katolištvu, saj naj bi bil to sad razvoja, ki naj bi se začel v 2. stoletju. Ernst Käsemann (en) je temu oporekal in zatrjeval, da je zgodnje katolištvo v Novi zavezi načelo »kanon v kanonu«. Vseeno pa je poudaril, da se glede teme vseeno ne da sklicevati na devteropavlinske spise. Pomembo je zavedanje, da je Cerkev sprejema ekleziologijo v Pismu Efežanom. Ponavljanje določenih vsebin ali odlomkov skozi Sveti pismo lahko razumemo, da nas poskuša delovati kot vest, ki nas nenehno opominja in spominja, da se odločimo prav (Brown 2008, 619–621).

### Edinost v veri, v enem Gospodu
Večkrat je omenjena edinost v veri, v enem Gospodu. V Pismu Efežanom je jasno poudarjeno, kako pomembna je skupnost in edinost kot udje telesa pod Kristusom. Pavel v Pismu ne ločuje več kristjanov, poganov in Judov, ampak jasno zapiše, naj pogani pozabijo na svoje prejšnje življenje in se osredotočijo le na Kristusovo odrešilno moč in pravico. Kristjane pa opozori, naj ne stopajo v temo, ampak se držijo Luči, ki se je darovala za vse (Palmisano et al. 2022, 105).

### Podrejanje drugemu v Kristusu in duhovni boj božjega ljudstva
V Ef 5,21–6,9 beremo o krščanskem načinu življenja v družini. Najpomembnejši del je ljubezen, ki pa je sestavljena iz predajanja in podrejanja. Pavel primerja odnos moža in žene z odnosom Kristusa in Cerkve. Mož brezpogojno ljubi ženo, kot Kristus brezpogojno ljubi Cerkve, ko je zanjo dal svoje življenje. Žena pa je možu pokorna, ga spoštuje tako, kot Cerkev Kristusa. Odrešenik nas uči ponižnosti drug do drugega, ki rodi sadove ljubezni, skupnosti in miru. Pavel v Pismu Efežanom spregovori tudi o boju Božje moči in vladarji teme. Naslovnike pisma prosi, naj molijo za zmago Božje moči preko svetih, ki prenašajo evangelij resnice in trpijo zaradi vere v Kristusa (Palmisano et al. 2022, 105).

## Sklic
1. ↑  »Letter of Paul to the Ephesians | Summary, Authorship, & Facts | Britannica«. www.britannica.com (v angleščini). Pridobljeno 26. avgusta 2022.